# Niki Zimling
Niki Zimling (Tårnby, Región Capital, Dinamarca, 19 de abril de 1985) es un exfutbolista danés que se desempeñaba como centrocampista. Su último equipo fue el SønderjyskE y fue internacional con la selección de Dinamarca.
En 2006, la Asociación de Fútbol de Dinamarca lo condecoró como el talento del año en Dinamarca en la categoría sub-21.

## Trayectoria
Como juvenil jugó para el AB 70, Tårnby Boldklub, Fremad Amager y Kjøbenhavns Boldklub de su país, antes de pasar al equipo juvenil del Brøndby de la Superliga danesa. Fue incluido en el equipo de mayores del Brøndby en enero de 2003, debutando en abril de 2003, en un partido de la Copa Danesa contra el Aalborg. En las tres temporadas que estuvo en su primer club no llegó a establecerse entre los titulares pues solo jugó alrededor de 25 partidos, marcando solo un gol. El Brøndby consiguió el doblete en la temporada 2004/05. Fue contratado por el Esbjerg en verano de 2005, club en el cual se consolidó como titular, jugando en total 81 partidos ligueros y marcando 16 goles. Fue en este tiempo cuando fue elegido como el talento del año sub-21 en Dinamarca y fue convocado a la selección danesa.
Cuando su contrato expiró en diciembre de 2008, pasó a jugar al Udinese de la Serie A italiana en una transferencia libre. No tuvo muchas oportunidades en el club italiano y, por ende, fue prestado en junio de 2010 al NEC de la Eredivisie. Tuvo continuidad en su única temporada en los Países Bajos llegando a jugar en 27 ocasiones con un saldo de cuatro goles a su favor. Su buena temporada le valió el regreso a su selección tras cuatro años de ausencia.
El 27 de mayo de 2011, Zimling firmó un contrato de cuatro años con el Brujas de Bélgica, por una suma que se cree se aproximaba a los 500.000 euros y desde entonces se convirtió en una pieza clave del club belga, no solo en liga, sino también en la Liga Europea de la UEFA 2011-12.

## Selección nacional
Ha representado a la selección de fútbol de Dinamarca en 24 ocasiones. Antes, había jugado más de cuarenta partidos en equipos juveniles de Dinamarca, siendo seleccionado para la disputar la Eurocopa Sub-21 de 2006.
El 20 de noviembre de 2006 fue convocado a la selección nacional de la Liga de Dinamarca XI por el seleccionador Morten Olsen, para disputar unos amistosos contra El Salvador y Honduras. En febrero de 2008, debutó con la selección absoluta en un amistoso frente a Eslovenia. Su decepcionante paso por Udinese truncó sus posibilidades de asentarse como inamovible en el combinado danés; sin embargo su pase al fútbol neerlandés le abrió las puertas a la selección. En noviembre de 2010, volvió en un amistoso contra República Checa. Sustituyó al veterano Christian Poulsen en los últimos partidos de la clasificación para la Eurocopa 2012 y junto a William Kvist conformó la base del mediocampo que disputó el grupo de la muerte de la Eurocopa 2012 que constituyeron junto a Alemania, Portugal y los Países Bajos.

### Participaciones en Eurocopas
| Eurocopa      | Sede              | Resultado    | Partidos | Goles |
| ------------- | ----------------- | ------------ | -------- | ----- |
| Eurocopa 2012 | Polonia y Ucrania | Primera fase | 3        | 0     |

## Clubes
| Club                       | País         | Año       | Partidos | Goles |
| -------------------------- | ------------ | --------- | -------- | ----- |
| Brøndby                    | Dinamarca    | 2003-2005 | 22       | 1     |
| Esbjerg                    | Dinamarca    | 2005-2009 | 81       | 16    |
| Udinese                    | Italia       | 2009-2011 | 6        | 0     |
| NEC Nijmegen (cedido)      | Países Bajos | 2010-2011 | 27       | 4     |
| Brujas                     | Bélgica      | 2011-2013 | 46       | 2     |
| Mainz 05                   | Alemania     | 2013-2017 |          |       |
| Ajax de Ámsterdam (cedido) | Países Bajos | 2014-2015 |          |       |
| FSV Frankfurt (cedido)     | Alemania     | 2016      |          |       |
| SønderjyskE                | Dinamarca    | 2017-2019 |          |       |

## Palmarés

### Campeonatos nacionales
| Título            | Club    | País      | Año     |
| ----------------- | ------- | --------- | ------- |
| Superliga danesa  | Brøndby | Dinamarca | 2004/05 |
| Copa de Dinamarca | Brøndby | Dinamarca | 2004/05 |

### Distinciones individuales
| Distinción                          | Año  |
| ----------------------------------- | ---- |
| Talento del año sub-21 en Dinamarca | 2006 |